# Miguel Ángel Yáñez Polo
Miguel Ángel Yáñez Polo, va néixer el 1940 a Sevilla, on va morir en 2016 a l'edat de 75 anys. ex-professor universitari, Doctor en Medicina per la Universitat de Sevilla, va destacar en nombroses àrees, com fotògraf, escriptor i historiador de la fotografia a Sevilla.
Va ser, a més, Acadèmic numerari de la Reial Acadèmia de Belles Arts de Santa Isabel, en la qual va ocupar la primera butaca de fotografia.

## Biografia
Miguel Ángel Yáñez Polo, va néixer el 13 de novembre de 1940, fruit del matrimoni entre l'advocat sevillà Don José Yáñez Díaz i Donya Carmen Polo Ruiz. Va ser el sisè dels set fills que va tenir el matrimoni.
Pertanyent a la primera generació de la postguerra de 1936-1939, va estudiar batxillerat en els col·legis de Villasís i Portaceli dels jesuïtes. Criat en el si d'una família mitjana, es va interessar des de molt petit especialment per la música i la lectura de la literatura espanyola clàssica. Hores i hores passades a la biblioteca de la seva casa li farien adquirir, des de molt jove, una passió particular per escriptors com San Juan de la Cruz, Miguel de Cervantes, Mateo Alemán i Quevedo. Amb 15 anys, va portar un programa de música clàssica en l'emissora local "Radio Vida". A partir dels seus 17 anys es va inscriure en el Conservatori Superior de Música, realitzant solfeig i diversos cursos de piano, interromputs en entrar a la Universitat.
En 1958 inicia els seus estudis de Medicina en la Facultat sevillana. Sent encara estudiant va obtenir per oposició el càrrec d'Alumne Intern de la Facultat. I després de la realització de la carrera, es doctorarà i guanyarà, per oposició, el títol de Professor Adjunt de Càtedra de Medicina Interna de la Facultat de Medicina d'aquesta capital, en la qual realitzarà una important tasca clínica i docent. Tota la seva carrera mèdica està influenciada pel qual anés el seu mestre i admirat professor José León Castro, de qui el Dr. Yáñez Polo és el seu biògraf (José Léon Castro. Biografía i José León Castro: Notas para la biografía de un humanista sevillano isbn 84-7405-250-5).
Va demostrar durant la seva vida una gran generositat, sent un excel·lent clínic de diagnòstics precisos, i arribant a rebre la Medalla de Col·legiat d'Honor del Col·legi de Metges de Sevilla en 2011 per la seva brillant carrera professional
En 1967 es va casar amb Teodora Camacho Troyano i va ser pare de 8 fills.
Amant de la música clàssica i de la filosofia, va destacar en nombroses àrees, sent a més de mèdic internista, humanista, escriptor, fotògraf i fotodocumentalista.
Va ser Acadèmic Numerari de la Reial Acadèmia de Belles arts Santa Isabel d'Hongria (Sevilla) en la secció d'Arts Audiovisuals, arribant a ser considerat el major expert en Història de la Fotografia de Sevilla, entre molts altres reconeixements.
Va morir a Sevilla el 14 de gener de 2016, a l'edat de 75 anys. Les seves restes descansen en el cementiri de San Fernando, a Sevilla.

## Fotògraf creatiu

### Inicis en la fotografia
Als 19 anys inicia els seus contactes amb el món de la imatge, realitzant, posteriorment, el curs sobri "Comunicació en Fotografia" que impartís a la Universitat Sevillana el prestigiós professor René Laborderie i que tant hauria d'influir-li en la seva formació.
En 1975 va fundar el Grup Fotogràfic de Lliure Expressió (f/8), al costat de José Manuel Folgat Brenes, Miguel B. Márquez, Justo Ramos Regife, Fernando Mans García, Felipe Sevilla, Encarnación León i Toti Camacho Troyano, entre d'altres, i del que va ser president.
En aquest mateix any va signar l'històric Manifest de Cadis que reivindicava un gir intel·lectual i universitari per a la nova Fotografia Creativa Espanyola. La seva labor no va cessar des de llavors, estant present en treballs doctrinals sobre l'expressió, la fotohistòria i la seva metodologia, etc.
És autor de més de 100 treballs teòrics sobre fotografia.

### La seva obra fotogràfica
Adscrita al neosurrealisme, la seva obra va començar a conèixer-se en 1975. El contingut de les seves imatges és directe i molt personal, gràcies a tècniques creades per ell mateix com el "clastotipus", quedant patenti la seva constant preocupació metafísica expressada en ambients de misteri, somnis, sobrenaturalitat i màgia.
Autor de nombrosos treballs, els seus fotomuntatges han donat la volta al món. La seva obra ha estat un dels puntals més penetrants del neosurrealisme fotogràfic espanyol. Al costat de Tymo Hubber i Paul de Noojier, va ser considerat com a part del triplet màxim dels fotomontadors europeus del segle xx. El seu currículum fotogràfic considera els seus quefers com a fotògraf, com fotohistoriador i com a restaurador del mitjà.
En 1980 l'escriptor Ernesto Sábato valorava els mèrits d'aquest sevillà per arribar a considerar-ho un gran creador d'una altura intel·lectual comparable a la de Max Ernst o Man Ray.

### Exposicions
Com a autor, va exposar en les principals galeries d'art i museus del món: l'Havana, Brussel·les, Sao Paulo, Nova York, Ciutat de Mèxic, Denver, Montpeller, Atenes, Madrid, Barcelona, Sevilla, Còrdova, Saragossa, Palma," Les seves fotografies van ser publicades en les revistes “Nueva lente”, “Poptografía”, “Arte fotográfico”, “Photovisión”, “La Fotografía” i en grans catàlegs com “Fotoplin” (Málaga, 1985), “Fotografía Española Actual” (Madrid, 1985), “Bienal Internacional de Córdoba”, “Fotografía actual, 250 imágenes” (Círculo de Bellas Artes de Madrid, 1983).
Entre altres llocs, existeixen obres seves en els fons de:
- Museu Nacional Centre d'Art Reina Sofia, de Madrid, on també va participar en l'exposició Cuatro direcciones. Fotografía contemporánea española. 1970-1990 celebrada entre el 19 de setembre i el 22 de desembre de 1991.[13][14]
- Centre Pompidou, de Paris.
- Lincoln Center Art, USA.
- Center for Creative Photography, Tucson, Arizona.[15]
- Fundació Joan Miró, Barcelona.
- Library of Congress, Washington DC, USA.
- Bibliothèque Nationale Française, Paris.

## Fotohistoriador i restaurador fotogràfic
En 1977-1978 inaugura els estudis de la Història de la Fotografia Sevillana.
Va crear el seminari sobre Història de la Fotografia Sevillana que es va situar en l'Ateneu de Sevilla durant l'etapa 1979 a 1984.
Va ser president de la Societat d'Història de la Fotografia Espanyola, de la qual va ser membre fundador en 1986.
Va escriure diversos llibres d'història fotogràfica entre els quals destaquen Història de la fotografia a Sevilla; Biografia de V. M. Casajús, introductor del daguerreotip a la capital andalusa; Química fotogràfica creativa pràctica; Història dels fotògrafs del carrer Sierpes; Història de la fotografia a Andalusia,"
Té un important Tractat de Restauració i Conservació Fotogràfiques on es recull la seva dilatada experiència en aquest camp. Va restaurar nombrosos daguerreotips, albúmines, col·lodions, gomes bicromats, platinotips, cianotips i gelatinohalurs per a diverses Institucions Públiques andaluses així com per a la Fototeca Sevillana i altres entitats i col·leccions privades.

### Estudis i llibres sobre història de la fotografia
Va ser el creador i iniciador dels estudis fotohistòrics a Andalusia i, especialment, de la capital sevillana, a partir de 1975.
El seu llibre Retratistes i Fotògrafs, publicat en 1981, és una breu història de la fotografia sevillana. Marca el primer estudi existent sobre la història de la fotografia a Sevilla, estructurant-se per primera vegada un cens històric i un teixit generacional.
Va ser director de la revista ?Actes de Cultura i Assajos fotogràfics? i també de la revista òrgan d'expressió de la Societat d'Història de la Fotografia Espanyola.
Autor de nombrosos treballs de fotoinvestigació, va publicar en les principals revistes fotogràfiques espanyoles durant l'etapa 1976 a 1999, sobresortint entre elles Art Fotogràfic (Madrid), PhotoVisión (Barcelona), Actes de Cultura i Assajos Fotogràfics (Sevilla), La Fotografia (Barcelona) i la Revista de la Societat d'Història de la Fotografia Espanyola (Sevilla).
En 1984 va publicar en el diari ABC de Sevilla el col·leccionable Cent Fotògrafs Sevillans Insignes, on reuneix 100 fitxes amb els més importants fotògrafs de Sevilla dels segles XIX i XX.
En 1986 es va editar la seva Història de la Fotografia Actual Espanyola.
Al maig d'aquest mateix any, i sota la seva adreça, es va celebrar a Sevilla el Primer Congrés d'Història de la Fotografia Espanyola, fins avui l'únic celebrat. L'obra Historia de la Fotografia Espanyola 1839-1986 recull les actes d'aquell congrés, i inclou la Història de la Fotografia a Andalusia, ponència que Miguel Ángel Yáñez va aportar al congrés.
En 1987 es va editar la biografia de l'introductor del daguerreotip a Sevilla, V. M. Casajús.
Director del curso Avantguarda 2000: Fotografia Llatinoamericana Actual celebrat al juliol de 1991 a la Universitat Hispanoamericana Santa María de la Rábida (Huelva).
En 1994 va publicar la seva Història dels Conceptes, Tendències i Estils Fotogràfics. Es considera l'únic diccionari d'estils fotogràfics publicat fins avui al nostre país i obra capital per a la formació intel·lectual de tot aquell que s'interessi seriosament per aquest art.
En 1996 va dictar un curs sobre Història de la Fotografia a Sevilla, al Centre Asturià d'aquesta ciutat.
En 1997, es va publicar la seva voluminosa Història General de la Fotografia a Sevilla, estudi exhaustiu i bàsic destinat a tot aquell que desitgi iniciar-se en l'especialitat.
Autor de la publicació periòdica Sevilla Recuperada, editada per Diari de Sevilla entre els anys 2000 al 2001.
En 2002 va publicar la Història de la Fotografia Documental a Sevilla, editada pel Diari ABC.

### Fototeca sevillana
Dins de la seva faceta com fotohistoriador, cal destacar la creació de la Fototeca Sevillana, una entitat privada creada per ell mateix, de la qual també va ser el seu Conservador. La Fototeca alberga més de 100.000 fotografies de Sevilla, dedicant-se-li, igualment, interès especial als detalls historiogràfics dels diversos fotògrafs que han treballat en l'urbs des de 1839 al 2001, als suports i tecnologies emprades, i a la identificació temàtica. No es tracta, doncs, només de nombroses col·leccions de fotografies, sinó d'un espai viu, dinàmic, holístico, obert i investigativo de totes les disciplines que informen sobre la fotohistoria de la metròpolis sevillana i els seus pobles. Nombrosos mitjans de comunicació i entitats s'han nodrit de fotografies d'aquesta fototeca per fer estudis i publicacions.
El cens que maneja la Fototeca inclou un total de 975 autors les fotografies dels quals s'insereixen en la Història de la Fotografia a Sevilla. Corresponen a l'etapa 1839 a 2001. Entre els principals autors, ressaltaríem el raríssim nucli de la paleofotografía sevillana (1839 a 1850), els grans àlbums i col·leccions històriques (1840 a 1930: Casajús, Leygonier, Joseph Vigier, Tenison, els Beauchy, Luis León Massón, Jean Laurent, Lucien Levy, Hubert de Vaffier, García del Corral, Rafael Garzón, Juan Barrera, els Pérez Romero, Loty, Roisin, Marquès de l'Illa, etc), els grans reporters (1865 a 1965: Garrido, Ramiro Franco, Emilio Beauchy, Ramón Fuentes, cura Navajas, Juan Barrera Gómez, Carlos Olmedo, Augusto Pérez Romero, Juan José Serrano, Sánchez del Pando, Gelán, etc), els grans retratistes (1850-1995: Jules Beauchy, Leygonier, Gumersindo Ortiz, els Olarte, Ma. Pastora Escudero, Teodoro Aramburu, Antonio Rodríguez Téllez, Juan Rodríguez, Rafael Pavón, Juan Arenas Pesat, José Castellano Grandell, Enrique Dúcker, Eugenio Gottman, Novoa, Antonio Morales, Granzman, Agustín Arjona, Luis Arenas Ladislao, etc.). Apartat especial ocupen els reportatges de guerra, les festes típiques, successos i els seus nombrosos fotògrafs. Fins a un total de 975 autors, perfectament etiquetats i estructurats, estan inclosos en la Fototeca. Particularment interessant són les fotografies introductivas del color a Sevilla: des de tricromies, gomes tricròmica, autocromes de Lumière, Agfacolor pioner, Kodachrome I i Kodachrome II, etc, fins a la fotografia digital.
Així mateix, Miguel Ángel Yáñez Polo va crear un laboratori de Pre-Conservació i Restauració Fotogràfiques, annex a la Fototeca. En el mateix efectuava la neteja prèvia dels diferents exemplars, realitzant controls de residus indesitjables de singlot, argentotiosulfatos, sulfit d'alumini, restes de reveladors, etc. Igualment, aplicava també a les fotografies un tractament conservador amb anti-oxidants, particularment sulfur d'argent, seleni i or. Particular atenció es dedica a la desmicotización prèvia i controlada de les donacions i adquisicions de fotografies.
Qualsevol tema referencial a Sevilla, s'inclou en els fons de la Fototeca. Des de vistes de la ciutat, els seus carrers, edificis i monuments, fins a tota mena de successos, dramàtic, lúdic o festiu, paisatges urbans... Retrats de ciutadans des de 1839 als nostres dies, tenen el seu lloc en la fototeca. Milers de famílies sevillanes, nens de primera comunió, noces i enterraments, figuren en aquests fons. Igualment, personalitats cíviques, polítiques, artístiques, intel·lectuals, eclesiàstiques, artesans, treballadors de diferents oficis i professions, malfactors, tipus populars, etc estan arxivades. Tot, perfectament classificat.
En els fons de la Fototeca existeixen daguerreotips, calotips, albúmines, col·lodiums, ambrotips, gomes bicromats, tintips, platinotips, gelatinohalurs (gelatinoclorurs, gelatinoiodurs i gelatinobromurs), ferrocianurs, cianotips, ferroprusiats, uranotips, sistemes cromàtics varis (autocromes Lumiére, dicromies, tricromies, Ibercolor, Agfacolor, Kodachrome I, Kodahrome II, gomes tricròmiques, multiimpressions digitals de gran resolució, etc.), fototípies i diversos mètodes fotomecànics. Entre els diferents suports fotogràfics, hi ha una important variació que abasta el metall, paper i cartró, vidre, tela de lli, seda, fusta, celoidina, nitrocel·lulosa, acetat de cel·lulosa i variants, polièster, etc. Els arxius de la Fototeca inclouen tant positius com a diapositives i negatius de tota mena de composició i format.

## Reial Acadèmia de Belles arts de Santa Isabel d'Hongria
L'any 2003, tant pel seu paper destacat al món de la fotografia creativa com de fotohistoriador, la Reial Acadèmia de Belles arts Santa Isabel d'Hongria amb seu en el Palau dels Pinelos, a Sevilla, va nomenar acadèmic numerari a Miguel Ángel Yáñez Polo per ocupar la primera butaca de fotografia corresponent a la secció d'Arts Audiovisuals.
El dia 30 de gener de 2004, va llegir el seu discurs d'ingrés en l'entitat, versant sobre La Sevilla del descobriment de la fotografia, sent contestat per l'acadèmica Pilar León Alonso. D'aquest mateix any de 2004 data la publicació feta sobre aquest tema per la Reial Acadèmia de Belles arts sevillana.